# Nakajima E12N
Nakajima E12N (Розвідувальний гідролітак морський 12-Сі) — проєкт розвідувального гідролітака Імперського флоту Японії періоду Другої світової війни.

## Історія створення
Восени 1937 року командування флоту оголосило конкурс на розробку двомісного розвідника-гідролітака, здатного стартувати з катапульт великих надводних кораблів.
У конкурсі взяли участь фірми Aichi (проєкт Aichi E12A), Nakajima (проєкт Nakajima E12N) та Kawanishi (проєкт E12K).
На фірмі Nakajima розробкою літака займався колектив конструкторів під керівництвом Сінроку Інуе. Ним був спроєктований двополавковий низькоплан суцільнометалевої конструкції з трапецієподібним крилом. На крилі буи встановлені закрилки, які збільшували підйомну силу при запуску з катапульти.
Літак був оснащений двигуном  Mitsubishi MK2A Zuisei 11 (Ha-31-11) потужністю 850 к.с. Озброєння літака складалось з двох фіксованих 7,7-мм кулеметів в носовій частині та одного 7,7-мм кулемета на турелі в задній кабіні. Під фюзеляжем могла підвішуватись одна 250-кг або дві 60-кг бомби.
Наприкінці 1937 року технічне завдання було змінене. Екіпаж мав складатись з 3 чоловік, а радіус дії суттєво зріс. Оцінивши свої можливості, Kawanishi зосередилась на тримісній машині, Nakajima - на двомісній, і тільки Aichi продовжувала розробляти обидва літаки.
Два прототипи були збудовані у 1938 році. Вони показали результаті, кращі, ніж у конкурента E12A. Але оскільки флот був більше зацікавлений у тримісному розвіднику, він обрав літак E13A, який став конструктивним розвитком літака E12A. Фірма Nakajima відмовилась від подальшої участі у конкурсі. 

## Тактико-технічні характеристики

### Технічні характеристики
- Екіпаж: 2 чоловіки
- Довжина: 10,50 м
- Висота: 3,50 м
- Розмах крила: 13,00 м
- Площа крила: 27,80 м²
- Маса пустого: 2 100 кг
- Маса спорядженого: 2 850 кг
- Двигун: 1 х Mitsubishi MK2A Zuisei 11 (Ha-31-11)
- Потужність: 850 к. с.

### Льотні характеристики
- Максимальна швидкість: 361 км/г
- Крейсерська швидкість: 278 км/г
- Практична дальність: 1 065 км
- Практична стеля: 8 150 м

### Озброєння
- Кулеметне:
  - 2 х 7,7-мм фіксовані кулемети «Тип 97»
  - 1 х 7,7-мм кулемет на турелі «Тип 92»
- Бомбове навантаження: до 250 кг бомб